# ناتسومي
ناتسومي المحدودة هي مطورة وناشر ألعاب فيديو يابانية تأسست في 20 أكتوبر 1987 معروفة بالعاب الموجهة المتخصصة الألعاب الأسرة، مثل حصاد القمر سلسلة ونهر الملك.

## فروع الشركة
ولدى الشركة فرع النشر في الولايات المتحدة اسمه ناتسومي شركة تقع في بورلنجام، كاليفورنيا، التي تأسست في أكتوبر 1988.
في أكتوبر 2002، التي تأسست ناتسومي شركة أتاري (وينبغي عدم الخلط بينه وبين الشركة الأميركية اتاري) في اوساكا.

## وصلات خارجية
- Natsume Co.,Ltd. homepage (Japanese)
- Official Natsume Inc. website
- Natsume Solution/evolve co., ltd. homepage (Japanese)